# Liplje
Liplje (srbsky Липље) je vesnice v západní části Srbska, administrativně spadající pod opštinu Ljig v Kolubarském okruhu. Vesnice se nachází severovýchodně od Ljigu a východně od řeky stejného názvu. Jedná se o sídlo s nesouvislou zástavbou roztroušenou v mírně zvlněné krajině. V roce 2011 zde žilo 308 obyvatel, 
Z národnostního hlediska je obyvatelstvo v drtivé většině srbské národnosti. Místní jsou ve velké většině potomci z dob Stěhování Srbů z oblasti Kosova. První písemná zmínka pochází z roku 1525.